# Fast Times (песня)
«Fast Times» — песня, записанная американской певицей Сабриной Карпентер для её пятого студийного альбома Emails I Can’t Send (2022), и включенная в качестве десятого трека альбома. Трек был написан Сабриной Карпентер, Джулией Майклс, Джей Пи Саксом и его продюсером Джоном Райаном. Песня была выпущена лейблом Island Records в качестве второго сингла с альбома 18 февраля 2022 года.

## Предыстория и выпуск
Песня была написана в Нью-Йорке летом 2021 года, чему послужило распитие бутылки текилы и игра на перкуссии карандашами. Певица говорит, что «мы не относились к себе слишком серьёзно, создавая это, что действительно отражает энергетику песни».
1 января Сабрина Карпентер делится фрагментом припева песни, рассказывая о новой музыке. На The Tonight Show с Джимми Фэллоном в главной роли певица раскрыла название песни, а 3 февраля показала обложку сингла и объявила дату релиза. Песня была выпущена 18 февраля одновременно с музыкальным клипом.

## Композиция и лирическая интерпретация
В музыкальном плане «Fast Times» — это песня в темпе поп и босановы продолжительностью 2:55 минуты с элементами камерной поп-музыки и диско. С точки зрения нотной записи, «Fast Times» была написана с использованием 44 обычных такта в тональности до-минор, со стихами, написанными в ре мажоре, с умеренно быстрым темпом 133 удара в минуту. Песня следует последовательности аккордов Em-Em6-Em7-Em6 в куплетах и C♯m-B6-Amaj7-B6/A в припеве. Вокальный диапазон певицы простирается от низкой ноты G3 до высокой ноты A4, придавая песне одну октаву и одну ноту диапазона. В процессе производства в песне звучат «скрипки в стиле пост-диско» и «фанковое соло на электрогитаре» в бриджах.

## Клип
Официальный клип был выпущен одновременно с песней, режиссёром выступила Эмбер Парк. Музыкальное видео в жанре экшн вдохновлено «Ангелами Чарли» и «Убить Билла».

## Участники записи

### Запись и менеджмент
- Записано в студии Jungle City (Нью-Йорк)

- Сведение в студии MixStar (Вирджиния-Бич, Вирджиния)

- Мастеринг в Sterling Sound (Эджуотер, Нью-Джерси)

- Песни Sabalicious (BMI), Музыка Большой семьи/Don Wyan Music (BMI), под управлением Hipgnosis Songs Group, Good Deal Publishing (BMI), под управлением Songs of Universal, Inc., Музыка Work of Art (BMI)/Песни современного искусства (BMI)/Песни Старкера Сакса (BMI)/Starkersaxesongs (SOCAN), управляемый Sony/ATV Songs LLC (BMI)

### Персонал
- Сабрина Карпентер — ведущий вокал, автор песен, бэк-вокал

- Джон Райан — автор песен, продюсирование, запись, бас, гитара, ударные, перкуссия, клавишные, бэк-вокал

- Джулия Майклс — автор песен

- Джей Пи Сакс — автор песен

- Питер Ли Джонсон — струнные

- Сербан Генеа — сведение

- Брайс Бордоне — ассистент инженера по микшированию

- Крис Герингер — мастеринг

Титры адаптированы из Emails I Can’t Send с комментариями.